# Луидор-2234
Луидор-2234 и Луидор-2236 — российские микроавтобусы, выпускаемые нижегородской компанией Луидор с 2008 года на шасси Mercedes-Benz Sprinter второго и третьего поколений.

## История
Микроавтобус Луидор-2234 впервые был представлен в 2008 году. Представляет собой аналог Mercedes-Benz Sprinter 515CDI. Значительная часть автобусов эксплуатировалась в Московской области в АО «Мострансавто».
С 2013 года микроавтобус производился на Горьковском автомобильном заводе под индексом W909 или Mercedes-Benz Sprinter Classic, при этом был учтён опыт Mercedes-Benz Sprinter первого поколения, ныне снятого с производства. Кроме микроавтобусов, производились также туристические автобусы.
В мае 2015 года был произведён 10000-й Луидор-223602.
С февраля 2018 года модель производится на шасси Mercedes-Benz Sprinter третьего поколения.

## Модификации
- Луидор-22340A
- Луидор-22340C
- Луидор-22340E
- Луидор-2236XA[6]
- Луидор-22360С[7]
- Луидор-223402
- Луидор-223602[8]
- Луидор-223603
- Луидор-223610[9]
- Луидор-223612
- Луидор-223625
- Луидор-223640
- Луидор-223653[10]
- Луидор-223685[11]
- Луидор-223690[12]

Фотографии автобусов Луидор-2234 и Луидор-2236
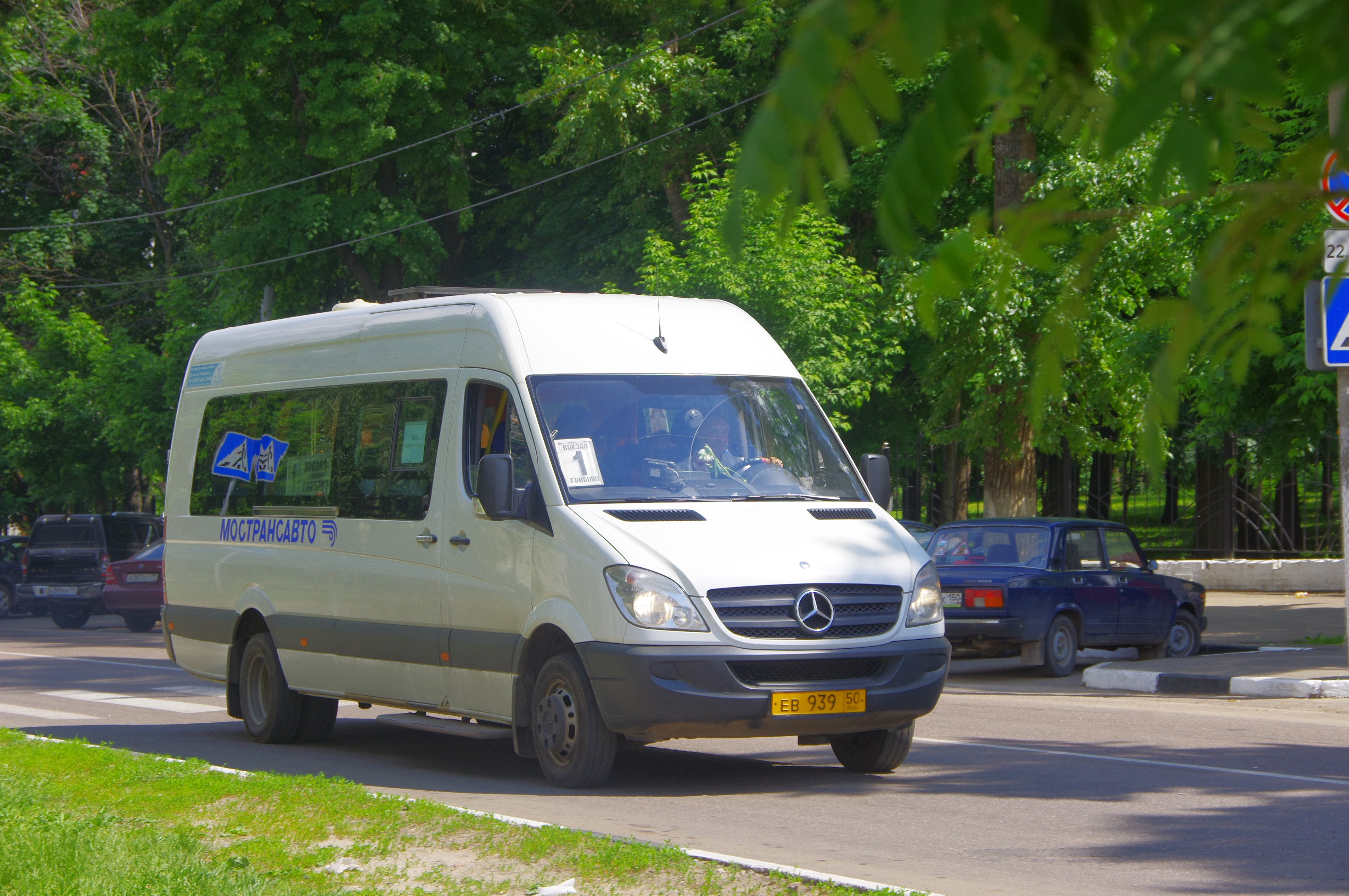
Луидор-22340C (MB Sprinter 515CDI) в Павловском Посаде на маршруте № 1, 2013 год
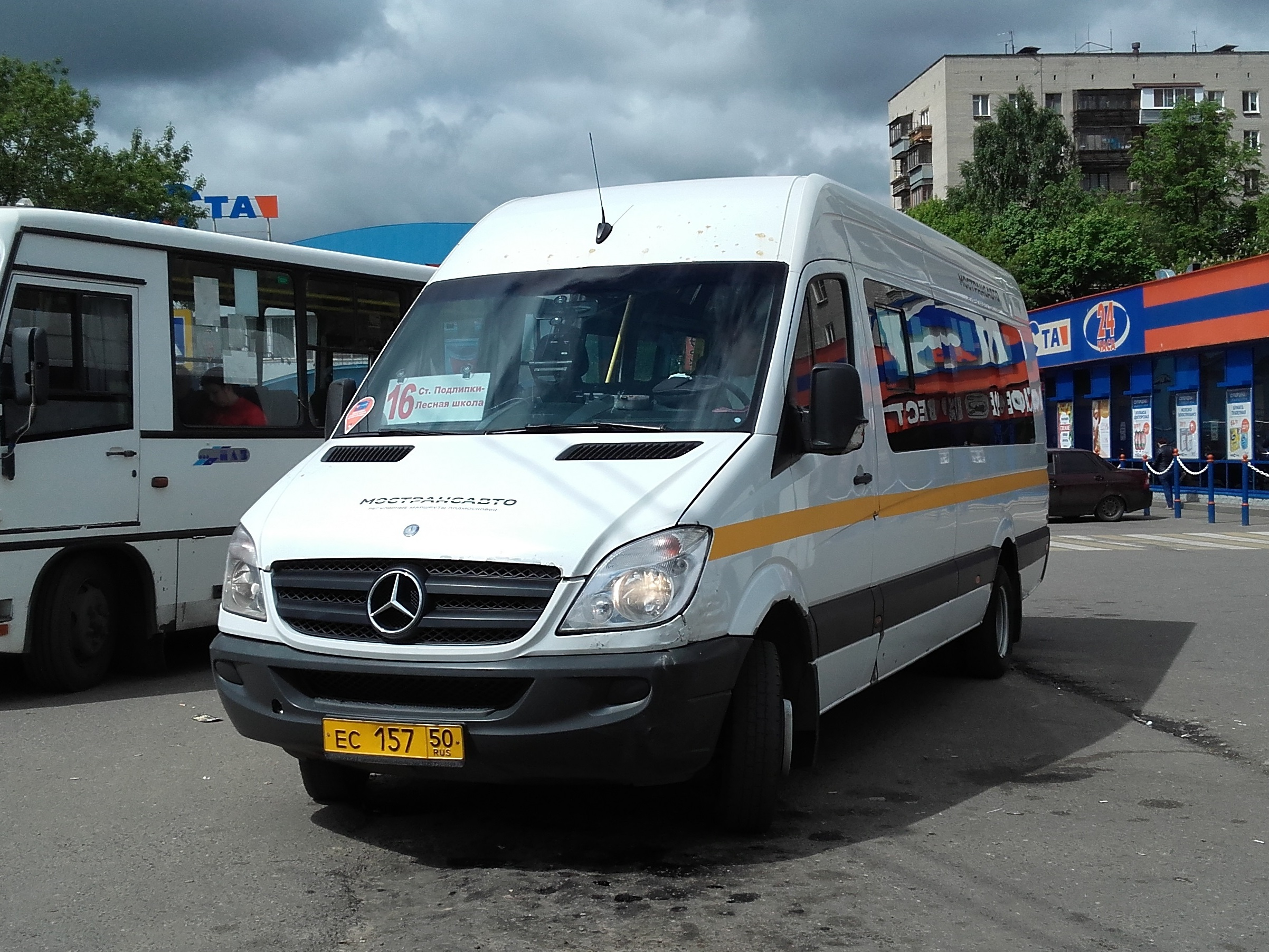
Луидор-22340C (MB Sprinter 515CDI), маршрут № 16 в г. Королёв, ст. Подлипки, 2017 год
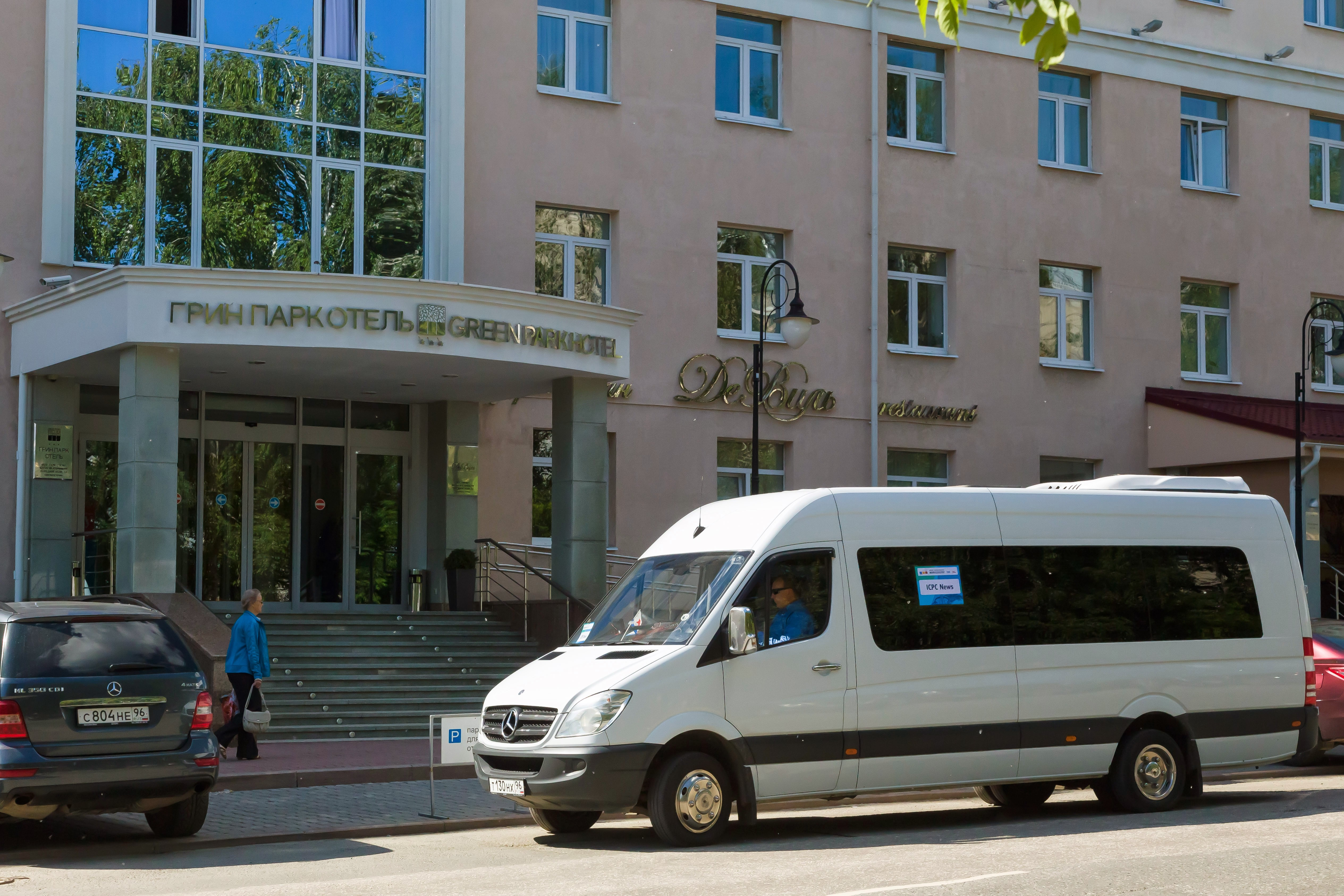
Луидор-22360C (MB Sprinter) в Екатеринбурге, 2014 год
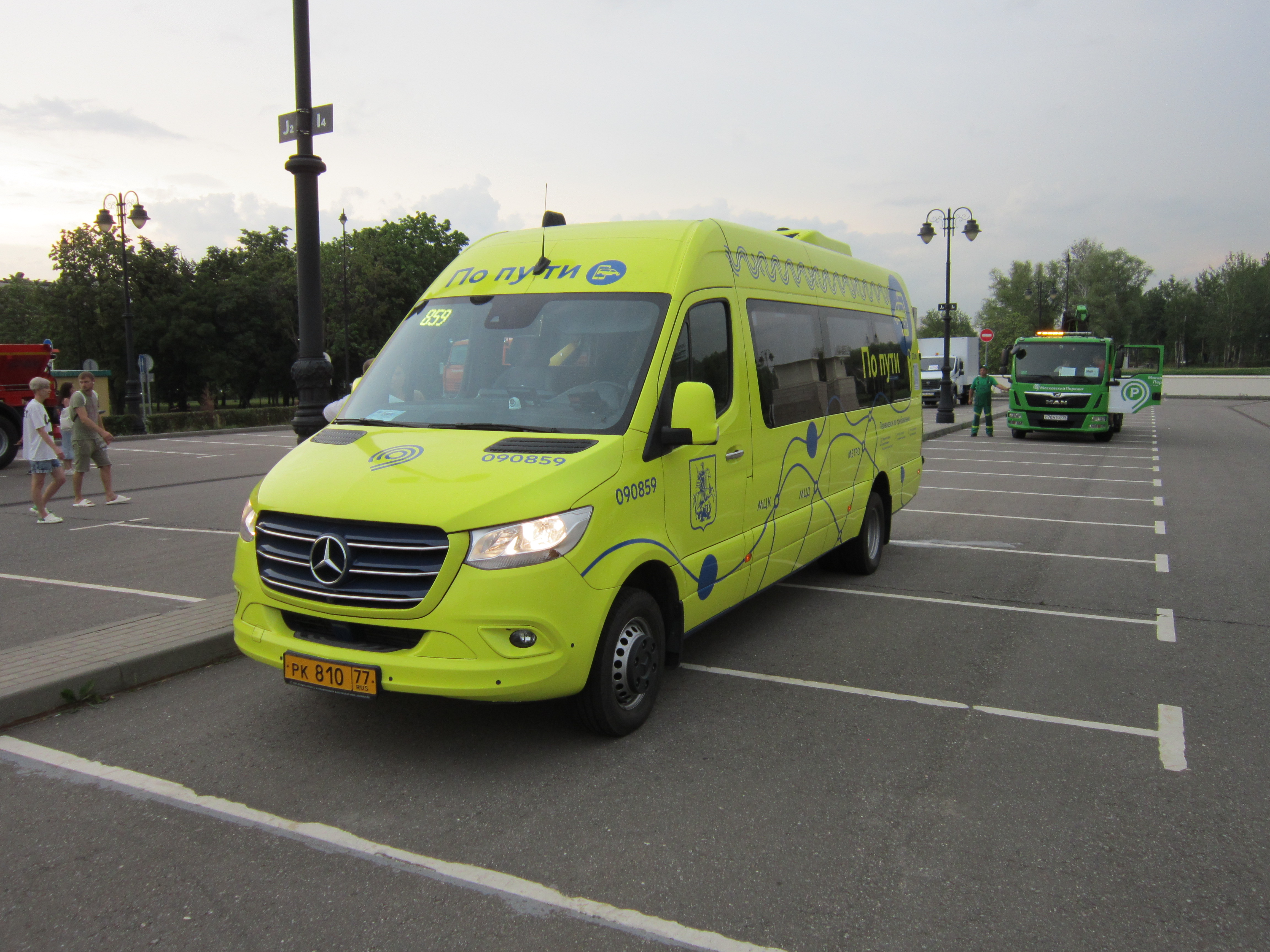
Микроавтобус Луидор-223603 (MB Sprinter) сервиса «По пути»
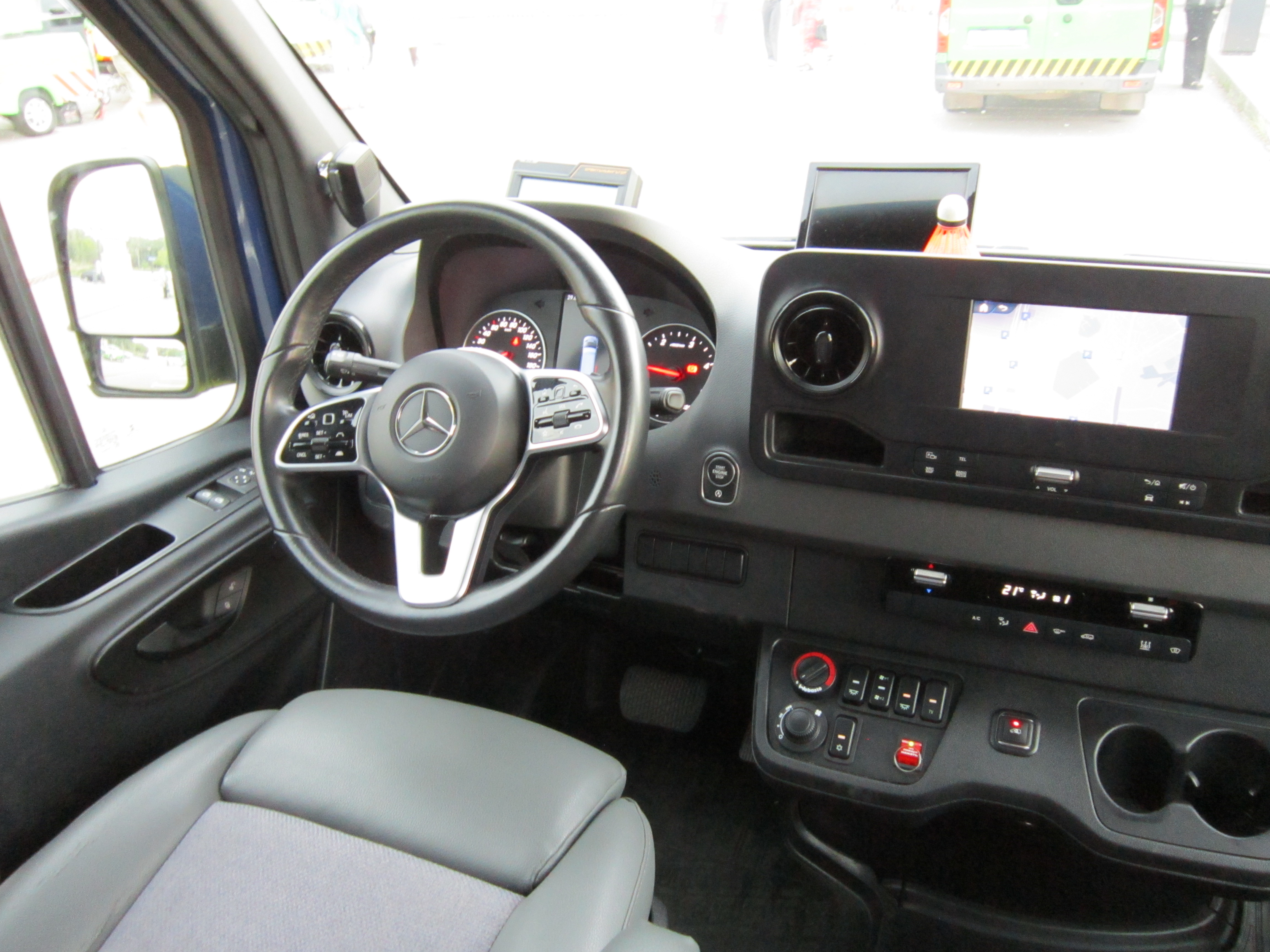
Микроавтобус Луидор-223603 (MB Sprinter) сервиса «По пути». Вид на место водителя
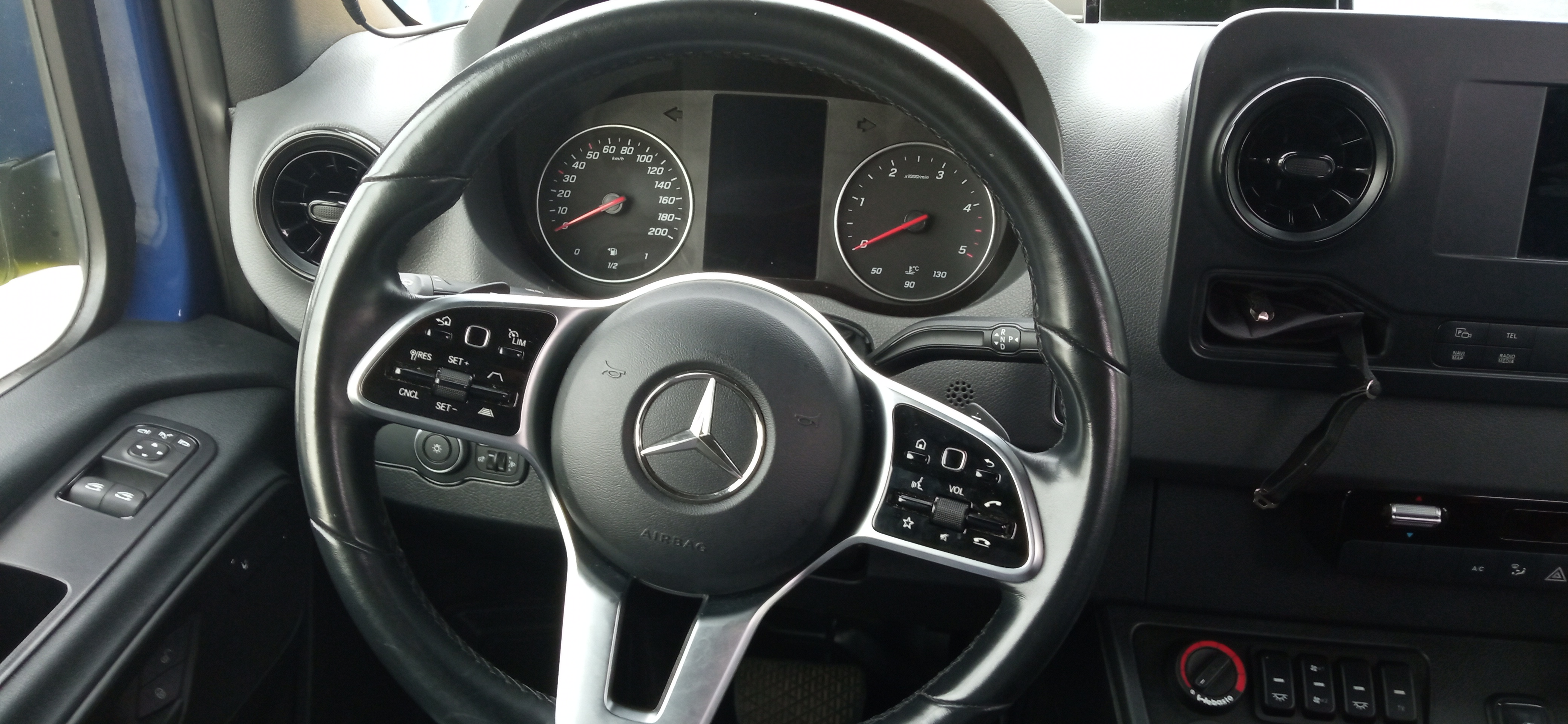
Микроавтобус Луидор-223603 (MB Sprinter) сервиса «По пути». Вид на панель приборов. Справа виден селектор АКПП — подрулевой рычажок

## Интересный факт
В 2021 году в Троицком и Новомосковском административных округах города Москвы был запущен сервис «По пути». Позднее сервис был запущен на территории инновационного центра «Сколково». Чтобы воспользоваться сервисом, нужно осуществить заказ автобуса в мобильном приложении «Московский транспорт». Сервис обслуживают микроавтобусы Луидор-2236 ГУП «Мосгортранс». В отличие от большинства произведённых микроавтобусов «Луидор», микроавтобусы, обслуживающие сервис «По пути», оснащены автоматической коробкой передач.